# Brighton (Colorado)
Brighton ist eine Stadt im US-Bundesstaat Colorado, Vereinigte Staaten. Sie liegt teilweise im Adams County, dessen Verwaltungssitz Brighton ist, und zum kleineren Teil in Weld County.
Brighton wird als Home Rule Municipality geführt. Nach der US-Volkszählung von 2020 hatte Brighton 40.083 Einwohner.

## Geographie
Die Stadt hat eine Fläche von 44,3 km², wovon 44,2 km² auf Land entfallen. Etwa 0,1 km² (= 0,29 %) sind Gewässer.
Eine Reihe von Fernstraßen führt durch Brighton:
- Interstate 76
- U.S. Highway 6
- U.S. Highway 85
- Colorado State Highway 2
- Colorado State Highway 7
- Colorado State Highway 22

## Geschichte
Der Ort, der seinen Namen nach der britischen Stadt Brighton hat, wurde am 1. September 1887 zur Stadt erhoben. Bereits seit 1884, als hier eine Station der entlang der Front Range verlaufenden Eisenbahnlinie eingerichtet wurde, war der Ort ein Zentrum des Handels in der Region. Mit der Errichtung einer Molkerei im gleichen Jahr begann auch die industrielle Entwicklung Brightons. Von den frühen 1900er bis in die 1970er Jahre war die Produktion von Zucker ein bedeutender Wirtschaftszweig der Stadt.

## Demographie
Zum Zeitpunkt des United States Census 2000 bewohnten 20.905 Personen die Stadt. Die Bevölkerungsdichte betrug 473 Personen pro km². Es gab 6990 Wohneinheiten, durchschnittlich 472,6 pro km². Die Bevölkerung Brightons bestand zu 76,91 % aus Weißen, 0,99 % Schwarzen oder African American, 1,47 % Native American, 1,10 % Asian, 0,04 % Pacific Islander, 16,29 % gaben an, anderen Rassen anzugehören und 3,20 % nannten zwei oder mehr Rassen. 38,22 % der Bevölkerung erklärten, Hispanos oder Latinos jeglicher Rasse zu sein.
Die Bewohner Brightons verteilten sich auf 6718 Haushalte, von denen in 40,2 % Kinder unter 18 Jahren lebten. 58,6 % der Haushalte stellten Verheiratete, 11,9 % hatten einen weiblichen Haushaltsvorstand ohne Ehemann und 24,7 % bildeten keine Familien. 19,7 % der Haushalte bestanden aus Einzelpersonen und in 8,5 % aller Haushalte lebte jemand im Alter von 65 Jahren oder mehr alleine. Die durchschnittliche Haushaltsgröße betrug 2,92 und die durchschnittliche Familiengröße 3,34 Personen.
Die Stadtbevölkerung verteilte sich auf 28,6 % Minderjährige, 10,1 % 18–24-Jährige, 32,7 % 25–44-Jährige, 18,8 % 45–64-Jährige und 9,7 % im Alter von 65 Jahren oder mehr. Das Durchschnittsalter betrug 32 Jahre. Auf jeweils 100 Frauen entfielen 108,0 Männer. Bei den über 18-Jährigen entfielen auf 100 Frauen 108,3 Männer.
Das mittlere Haushaltseinkommen in Brighton betrug 46.779 US-Dollar und das mittlere Familieneinkommen erreichte die Höhe von 53.286 US-Dollar. Das Durchschnittseinkommen der Männer betrug 35.686 US-Dollar, gegenüber 27.103 US-Dollar bei den Frauen. Das Pro-Kopf-Einkommen in Brighton war 17.927 US-Dollar. 9,4 % der Bevölkerung und 6,1 % der Familien hatten ein Einkommen unterhalb der Armutsgrenze, davon waren 11,0 % der Minderjährigen und 8,6 % der Altersgruppe 65 Jahre und mehr betroffen.

## Partnerstadt
- Ziębice, Polen